# Figuren aus Carnivàle
Carnivàle ist eine US-amerikanische Fernsehserie, die von 2003 bis 2005 in zwei Staffeln bei HBO produziert und ausgestrahlt wurde. Die Serie spielt zur Zeit der Great Depression in den Vereinigten Staaten der 1930er Jahre und verfolgt zwei weitgehend getrennte Handlungsstränge um die beiden Hauptfiguren Ben Hawkins, Hilfsarbeiter bei einem Carnival, und Brother Justin Crowe, einen kalifornischen Priester.

## Überblick und Hintergründe

### Überblick über die Figuren
Carnivàle ist mit insgesamt 18 wichtigen Figuren, die eine tragende Rolle für die Handlung spielen und relativ viel „Bühnenzeit“ erhalten, sehr umfangreich besetzt. Zwar verteuert eine große Besetzung Serien, aber die Drehbuchautoren erhalten mehr Flexibilität in ihren Handlungsentscheidungen.
Die meisten Figuren kommen in Bens Handlungsstrang vor: Samson, ein zwergwüchsiger Co-Manager des Carnivals, zusammen mit Management; Jonesy, Samsons „rechte Hand“ mit einem verkrüppelten Knie; Apollonia und Sofie, zwei Wahrsagerinnen sowie Mutter und Tochter; Lodz, ein blinder Mentalist und seine Geliebte Lila, „die bärtige Dame“; die Cootch (Striptease) Dreifuss Familie; Schlangenbeschwörerin Ruthie und ihr Sohn Gabriel, ein Kraftmensch; sowie viele weitere Nebenfiguren. Figuren aus Brother Justins Handlungsbogen sind seine Schwester Iris, sein Mentor Reverend Norman Balthus, Radiomoderator Tommy Dolan und der Verbrecher Varlyn Stroud. Diverse Figuren tauchen in mysteriösen Träumen und Visionen auf, welche die langsam zusammenlaufenden Handlungsstränge verbinden.
17 Schauspieler waren in der ersten Staffel als ‚Hauptdarsteller‘ eingeteilt; 15 von ihnen gehörten zum Handlungsbogen des Carnivals (die Zahlen basieren auf der Anzahl der in der Introsequenz der jeweiligen Staffel genannten Schauspieler). Die zweite Staffel hatte 13 Hauptdarsteller und zudem viele weitere Nebendarsteller.

### Pitch Document
Der Erschaffer der Serie, Daniel Knauf, fügte dem ersten Handlungsentwurf der Serie für HBO weitreichende Charakterbiografien bei, die er auch an die Schauspieler, Drehbuchautoren und das Studio weiterleitete, als einen Überblick über die angestrebte Handlung. Diese Biografien wurden vor dem Dreh der ersten Staffel überarbeitet. Obwohl sie in der Serie kaum bis gar nicht erwähnt wurden, stellte HBO die zusammengefassten Hintergrundgeschichten der Figuren auf seiner Webseite online. Nach der vorzeitigen Absetzung der Serie nach der zweiten Staffel gaben die Autoren zukünftige Handlungsbögen der Figuren bekannt und veröffentlichten alle originalen Biografien in dem sogenannten Pitch Document. Dieses Dokument beinhaltet unter anderem den groben Handlungsrahmen und die Motivation der Figuren.

### Charakterentwürfe im ersten Skript und Entwicklung der Figuren
Das erste Skript zu Carnivàle, das zwischen 1990 und 1992 von Daniel Knauf geschrieben wurde, handelt von einem Carnival zu Zeiten des Dust Bowls in den 1930ern. Knauf ging davon aus, dass so etwas noch nicht für das Fernsehen verfilmt wurde. Er wuchs mit einem behinderten Vater auf, der üblicherweise nicht als ein normaler Mensch akzeptiert wurde. Freaks aus den 1930ern hingegen wurden oft als Berühmtheit verehrt.
Knauf erweiterte die Handlung um ein komplexes Serienuniversum (vgl. Mythologie von Carnivàle), das auf dem Grundgedanken des ewigen Konflikts zwischen dem Guten und dem Bösen beruhte, angeführt jeweils vom Carnival-Heiler Ben Hawkins und Brother Justin Crowe, ein kalifornischer Priester. Im ersten Entwurf für HBO präsentierte Knauf Carnivàle als eine Sammlung von medialen Beispielen aus der Sicht eines fiktionalen Autors, der versucht, Bens mysteriöse Handlung aufzudecken. Diese fiktionalen Beispiele bestanden aus Interviews, Tagebucheinträgen, verschiedenen Zeitungsausschnitten, Fotos und Buchverweisen. Sie dienten dazu, alle Charakterbiografien der Hauptfiguren darzustellen.
Die Hintergründe der Figuren wurden vor dem Dreh von Carnivàle weiterentwickelt, waren jedoch nicht Teil der ausgestrahlten Serie. Die Figuren werden konfrontiert mit der „Selbstverwirklichung und dem Wahrnehmen von [übernatürlichen] Kräften, sowie dem Lernen, diese zu nutzen und den Verwicklungen in diesem Kampf zwischen Gut und Böse.“

## Ben Hawkins
Weitere Informationen: Carnivàle/Episodenliste, Genealogie, und Serienfinale und das Schicksal der Figuren
Ben Hawkins, gespielt von Nick Stahl, ist der Protagonist in Carnivàle. Seine Geschichte beginnt als junger Farmer in Oklahoma und Sträflingskommando („Chain Gang“) Flüchtling, der von einem reisenden Carnival aufgenommen wird, nachdem seine Mutter stirbt. Ben zeigte unerklärliche Heilkräfte seit seiner Kindheit und mit dem Beginn der Serie leidet er an Träumen und Visionen von ihm unbekannten Menschen. Als Ben sich entscheidet beim Carnival zu bleiben, scheint es so, als ob er eine Verbindung zu Henry Scudder habe, einem Mann der ebenfalls einst für diesen Carnival arbeitete. Ben lernt, dass seine Kräfte etwas kosten – um Leben zu geben, muss er woanders Leben nehmen; um einen Toten auferstehen zu lassen, muss er bewusst jemanden anderes töten. Zum Anfang der zweiten Staffel werden die mysteriösen Vorfälle beim Carnival klarer. Ben soll den Priester aus seinen Träumen finden um katastrophische Ereignisse in der Zukunft zu verhindern. Henry Scudder, zu dieser Zeit als Bens Vater bekannt, kennt angeblich den Namen des Priesters, und nach einer Anzahl von knappen Verfehlungen und erschütternden Begegnungen, bringt Ben Scudder zu Carnivals Management. In einem Kampf muss Ben Management töten, der ihm das Wissen über seine Kräfte hinterlässt. Die zweite Staffel endet mit der Konfrontation zwischen Ben und Brother Justin in Kalifornien, wo sie sich zum Kampf in einem Maisfeld begegnen. Die Mitglieder des Carnivals finden Brother Justin getötet und Ben ohnmächtig von seinen ernsten Wunden. Sie bringen Ben zurück in ihr Camp und verlassen New Canaan.

### Hintergrund und Entwicklung
Wie seine Kräfte und sein Handeln schon vermuten lassen, ist Ben eine avatarische Gestalt des Lichts. In einem frühen Entwurf von Carnivàle, welche Tagebucheinträge vom jungen Benjamin Ben Hawkins beinhaltete, wurde seine Kindheit beschrieben. Ben wuchs auf einer abgewirtschafteten Farm mit seiner Mutter und Großvater auf, in dem Glauben, sein Vater sei während des Ersten Weltkriegs ums Leben gekommen. Nachdem sein Großvater und seine Mutter an Krebs gestorben waren, wurde er in den 1930er Jahren von einem Carnival mitgenommen.
In einem späteren Entwurf, der näher an der ausgestrahlten Serie war, verließ Ben seine Mutter im Alter von 16 Jahren und lebte ein kriminelles Leben in Texas. Nach einer Verurteilung zu 20 Jahren Haft auf einer Gefängnisfarm, wegen eines missglückten Banküberfalls, plante Ben seine Flucht, um zu seiner kranken Mutter zurückzukehren. Er tötete dabei unabsichtlich einen Gefängniswärter, der eine Waffe auf ihn hielt. Serienerfinder Daniel Knauf gab die letztere Version als Hintergrund der Serie an.
Die Autoren hatten von Anfang an vor, Ben als Hauptfigur und Helden der Serie darzustellen. Sie suchten nach einem Schauspieler, der eine junge, unschuldige Antihelden-Qualität hat. Aus den vielen Darstellern beim Vorsprechen entschieden sich die Produzenten für Nick Stahl, der in ihren Augen eine „besondere Selbstwahrnehmung“ zu dem Charakter hatte. Sie gingen ebenfalls davon aus, dass seine schmächtige Figur sehr gut in die 1930er Jahre passen würde. Nick Stahl, der Ben als „sehr stoisch“, „sehr ruhig“ sah und zudem „zwei Gesichter“ und einen „echten inneren Kampf“ austrägt, betrachtete die Rolle als persönliche Herausforderung.

### Rezeption
In Kritiken zu den ersten drei Folgen schrieb die New York Times, dass „Ben ein schweigsamer Held ist und Stahl einen bemerkenswerten Job macht, seinen wortlosen Charakter darzustellen, mit seinen Stimmungen und Sehnsüchten, sowie seiner unbeholfenen Gnade.“ The Boston Globe betrachtete „Stahl mit seinen wachsamen Augen [als] eine der Stärken der Serie. Er hat ein knabenhaftes Gesicht, aber den grimmigen Ausdruck eines mitgenommenen Ältesten“. Der Seattle Post-Intelligencer schrieb, Stahl „spricht Bände mit seinen Augen und erschöpften Stirnrunzlern, so sehr, dass seine dezente Darstellung fast die Serie trägt.“
In einer Kritik zu ersten Staffel schrieb DVD Talk, dass „die beiden Hauptfiguren Nick Stahl und Clancy Brown nicht weniger als brillant sind. Ben Hawkins ist eine sehr isolierte und ruhige Figur und trotzdem trägt er einen wichtigen Teil der Serie auf seinen Schultern. Ohne den richtigen Schauspieler könnte es desaströs sein, doch Stahl bringt ein Maß an nachdenklichen Emotionen in die Figur ein, dass ein kurzer Blick oder sein Starren Bände spricht.“ DVD Verdict gab in einer Kritik zur zweiten Staffel an, dass „Nick Stahl und Clancy Brown perfekte Auftritte abliefern. Stahls schrittweise Akzeptanz seiner Kraft und sein anschließender Kampf sind faszinierend.“
Für die Darstellung von Ben Hawkins war Nick Stahl 2003 für einen Saturn Award in der Kategorie „Best Supporting Actor in a Television Series“ nominiert. Außerdem war er 2003 für einen Golden Satellite Award in der Kategorie „Best Performance by an Actor in a Series, Drama“ nominiert.

## Brother Justin Crowe
Weitere Informationen: Carnivàle/Episodenliste, Genealogie, und Serienfinale und das Schicksal der Figuren
Brother Justin Crowe, hauptsächlich von Clancy Brown gespielt, ist der Antagonist in Carnivàle. Kritiker sahen ihn ebenfalls als möglichen alternativen Protagonisten. Brother Justin wird vorgestellt als methodistischer Priester, der mit seiner Schwester Iris in der kleinen Stadt Mintern in Kalifornien lebt. Während der Serie wird bekannt, dass Justin und Iris bei Reverend Norman Balthus aufwuchsen, der sie als nach einem Eisenbahnunglück verwaiste Immigrantenkinder in der Wildnis fand.
Nach merkwürdigen Visionen und übernatürlichen Fähigkeiten in der Pilotepisode errichtet Justin eine Kirche im Namen Gottes. Doch ein Feuer in seinem neuen Pfarramt, welches sechs dort untergebrachte Waisenkinder tötet, treibt ihn fast in den Selbstmord. Brother Justin geht auf Wanderschaft, wird in eine Heilanstalt eingeliefert und entdeckt seine Fähigkeit, Menschen um sich herum zu manipulieren und zu kontrollieren. Kurz nachdem Brother Justin nach Mintern zurückkehrt, vermutet Norman, dass sein Pflegesohn von einem Dämon heimgesucht wird und konfrontiert ihn damit. Dennoch zeigt sich Brother Justin wahres Gesicht auch dann noch nicht.
Zu Beginn der zweiten Staffel beginnt Justin eine Schar von Anhängern zu sammeln, die meisten von ihnen Migranten und Okies. Er erreicht sie mit nächtlichen Radiopredigten und seiner neu entdeckten Fähigkeit der Überzeugung. Ein Wissenschaftler namens Wilfred Talbot Smith identifiziert ihn als Amtsdiener (Usher) und sagt ihm, dass er einen Mann namens Henry finden und töten müsse, um all seine Kräfte zu erlangen und sein Schicksal zu erfüllen.
Während der entflohene Verbrecher Varlyn Stroud Brother Justin hilft, finden die Crowes ein neues Zimmermädchen in der ehemaligen Wahrsagerin Sofie. Sie wissen nicht, dass sie Brother Justins Tochter ist. In der letzten Episode trifft Justin endlich seinen Widersacher Ben Hawkins. Justin wird in einem Kampf in einem Maisfeld in der Nähe seines zu Hauses getötet, aber Sofie, als das Omega, legt die Hände auf seine Brust, was dazu führt, dass der Mais um sie herum eingeht (ähnlich wie bei Bens Heilung in der ersten Folge).

### Hintergrund und Entwicklung
Siehe außerdem: Mythologie von Carnivàle: Religion
Brother Justin ist nicht nur der Amtsdiener, sondern auch eine avatarische Kreatur der Dunkelheit. Seine spirituelle Entsprechung in der Serie, der tätowierte Mann, wurde von Don Swayze gespielt. Daniel Knauf sah in Brother Justin „eine[n] der komplexesten Teufel“ und wünschte sich während der Arbeit am ersten Entwurf an der Serie zunächst Christopher Walken als Schauspieler.
Knauf erschuf Brother Justin ursprünglich als Priester, der weit in seiner Karriere fortgeschritten war, sowie eher als Neben- denn als Hauptfigur und „viel weiter an die dunkle Seite angelegt.“ Ein früherer Entwurf Carnivàles gab Brother Justins wahren Namen als Lucius Crowe an, ein Radiopriester der ethnischen Hass verteidigte, besonders gegen Zigeuner und Mitgliedern von Carnivals. Das Skript erwähnte ebenfalls den Beitritt Justins beim „The Order of the Knights of Jericho“ zwischen 1921 und 1923 und die Ernennung zum Anführer 1926. Die Fertigstellung des Bauwerks seines „Temple of Jericho“ war in Nebraska im Jahr 1928. Zu Beginn der Serie, etwa 1930, sollte der Charakter bereits eine große Anhängerschaft durch die Predigten beim Church of the Air Radio haben.
Nach einer vorläufigen Pilotepisode wurde Knauf und die Produzenten jedoch klar, dass es auf diese Weise keinen Platz für eine wirkliche Charakterentwicklung gab. Sie degradierten Brother Justin darum zu einem gewöhnlichen christlichen Pfarrer in einem kleinen Ort. Als Brother Justins Glaubenszugehörigkeit entschieden werden musste, setzte sich Knauf gegen Pläne durch, ihn katholisch werden zu lassen; stattdessen sollte er dem methodistischen Glauben angehören, welcher nach Knauf wesentlich weniger verdächtig und kontrovers sei.
Obwohl Brother Justin Züge mit Father Coughlin, einem irischen, katholischen Priester teilt, der seine Predigten über das Radio in den 1930ern hielt, versuchten die Autoren niemals diese spezielle Geschichte zu erzählen.
Die Produzenten fügten Justins Schwester Iris als Nebenfigur in der überarbeiteten Version ein und etablierten eine sexuelle Anziehung zwischen beiden von Anfang an. Während einige Kritiker sich darüber unsicher waren, beschrieb Daniel Knauf die Beziehung als „so verzerrt und inzestuös wie immer“ in der neuen Staffel.
Clancy Brown (Brother Justin) und Amy Madigan (Iris) erkannten die Begierde zwischen den beiden Charakteren, doch gingen davon aus, dass ihre Beziehung in der ersten Staffel noch nicht vollendet wurde. Sie waren von der Idee, die Charaktere zusammenkommen zu lassen, so wie es HBO wollte, nicht überzeugt, weil „das nicht das ist worum es bei ihnen geht.“ Nach Clancy Brown informiert die Zwillingsbeziehung über Brother Justins und Iris Charakter und Motive und die kontinuierende Spannung erschrecke die Zuschauer mehr, wenn es niemals gelöst wird. Obwohl Brown und Madigan den Beziehungsstatus ihrer Charaktere offenlassen wollten, spielten sie bewusst ihre Küsse noch intimer und familiärer.
Verschiedene Charaktere greifen in die Beziehung der Zwillinge ein. Die Autoren hatten eine Affäre zwischen Iris und Tommy Dolan geplant, einen Nachrichtenreporter, der in dem Brandstiftungsfall ermittelt, doch Robert Knepper (Dolan) fühlte später, dass er nur ein Bauer zwischen den Zwillingen war, um Brother Justin eifersüchtig zu machen. Die Crowes stellen ebenfalls regelmäßig neue Zimmermädchen ein, mit denen Iris laut Knauf versuchte, Brother Justins sexuellen Druck zu nehmen.

### Rezeption
Nach drei Episoden sah die New York Times in dem „prüden, rechtschaffenen Brother Justin […] mehr eine Karikatur, doch Clancy Brown findet einen Weg um subtile Schimmer von Personalität der Rolle zu zeigen.“ Das Nachrichtenmagazin Time kommentierte, „Brother Justin kommt rüber wie ein typischer Pharisäer – wenn es etwas Banaleres gibt als einen Zwerg in einem surrealen Drama, ist es ein Priester mit einer dunklen Seite – und Browns geschmacklose Leistung beinhaltet das Rufen von 'Genug!' und 'Ne-ei-ei-n!' mit einem Horrorfilm-Pathos.“
Entertainment Weekly meinte, Browns Brother Justin sei „erfreulich beunruhigend als der unheimliche Prediger, der seine Aufträge von der falschen Supermacht erhält“. Variety lobte Browns Auftritt als „einen ausgezeichneten Job, den Spagat haltend zwischen stoisch und bedrohlich.“
Eine Kritik bei DVD Talk zur DVD-Veröffentlichung der ersten Staffel lobte Clancy Browns Leistung. Sie sei „nicht geringer als brillant. […] Brown hat außerdem eine schwierige Aufgabe die Zweiseitigkeit von Brother Justin einzufangen, ein Mann, der eine körperliche einschüchternde Präsenz hat, doch der etwas mehr als ein unterworfener und loyaler Diener seines Herrn sein will. Brown schafft das auf jeder Ebene.“ DVD Verdict schrieb in einer Kritik zur zweiten Staffel, dass „Browns Präsenz und Charisma umwerfend ist; er ist sowohl sympathisch als auch beängstigend. Er ist ein Schauspieler mit einer guten Handhabung für Wut, und er nutzt alles in dieser Serie.“
Die Los Angeles Times meinte bezüglich Browns Auftritt in Carnivàle, dass seine „Augen ihn immer verraten als jemanden, der letztendlich wohl glücklicher wäre, ein Loch in deinen Schädel zu bohren und danach eine Zigarette zu rauchen, als noch eine weitere Minute mit dir zu reden.“"

## Figuren in Ben Hawkins Umfeld

### Samson

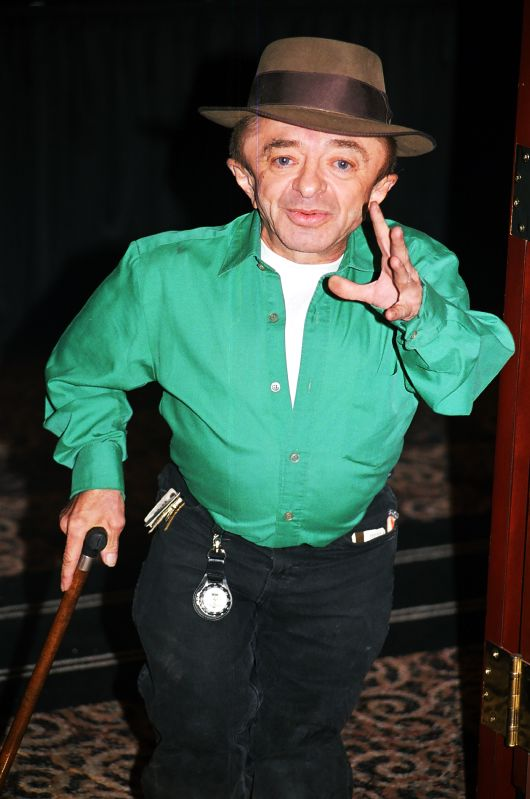
Anderson bei der CarnyCon 2006

- Gespielt von Michael J. Anderson (Staffel 1–2; Hauptfigur)

Samson, in früheren Versionen Edgar Leiber oder Edgar Leonhardt, ist der zwergwüchsige Co-Manager des Carnivàles. Seine erste Biografie gab seinen Hintergrund als zwergwüchsiger Kraftmensch an, der seine Karriere 1904 begann. Acht Jahre später fing er bei reisenden Carnivals an, inklusive der Hyde & Teller Company. Samsons Verstand erhob ihn vom Schausteller zum Geschäftsführer bis ein weiterer Charakter, Management, den Carnival kaufte (und ihn in Carnivàle umbenannte) und kurzzeitig Samsons Job an Lodz weitergab, einem blinden Mentalisten. Zu Beginn der Serie beginnt Samson Managements Anweisungen zurückzuweisen. Samson verliert wieder kurz seine Stellung am Ende der ersten Staffel an Lodz, doch er erobert Managements Vertrauen wieder zurück. Der Tod von Management in der zweiten Staffel führt zu Samsons geheimer Vereinbarung mit Ben, um den Jungen zum neuen Anführer des Carnivals zu machen.

### Jonesy

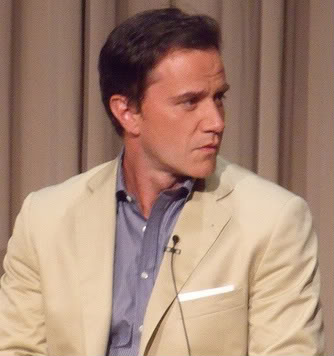
Tim DeKay

- Gespielt von Tim DeKay (Staffel 1–2; Hauptfigur) – Weitere Informationen: Serienfinale und das Schicksal der Figuren

Clayton „Jonesy“ Jones ist ein ehemaliger Baseballspieler, der an einer lähmenden Knieverletzung leidet. Er ist Samsons „rechte Hand“, Betreiber des Riesenrads und der Anführer der Hilfsarbeiter. Vor seinem Leben beim Carnivàle war Jonesys ein bekannter Pitcher in der Major League Baseball, dessen Knie aus Rache zerstört wurde, weil er ein Spiel nicht absichtlich verlieren wollte. Nachdem er am unteren Ende der Gesellschaftsschicht angekommen war, trat Jonesy dem Carnivàle bei und fand Rettung in den Augen der jungen Sofie. Sie waren unzertrennlich bis Sofie zur Frau wurde, welches ihre Beziehung unangenehm machte. Zu Beginn der Serie wird Jonesy damit konfrontiert, dass Sofie seine Annäherungsversuch ausweicht. Während sie sich in eine Freundschaft mit der Tänzerin Libby Dreifuss zurückzieht, beginnt Jonesy eine Affäre mit Libbys Mutter Rita Sue. Nach Sofies Revanche am Ende der ersten Staffel, lassen Jonesys Gefühle für sie nach, und er fühlt sich mehr zu Libby hingezogen. Kurz nach deren Flucht wird Jonesy entführt, gefoltert und zum Sterben zurückgelassen, von einem Mann, der seine Frau in einem Riesenrad-Unglück verlor. Ben schafft, es Jonesy zu heilen, inklusive seinem Knie, und Jonesy schließt sich Ben auf seiner letzten Mission an. In den letzten Minuten der Serie treffen sich Sofie und Jonesy wieder, doch sie erschießt ihn kaltblütig.

### Sofie und Apollonia
- Sofie gespielt von Clea DuVall, Lilli Babb (als Kind) (Staffel 1–2; Hauptcharakter) – Weitere Informationen: Genealogie · Serienfinale und das Schicksal der Figuren
- Apollonia gespielt von Diane Salinger, Elizabeth Kate (als junge Frau) (Hauptfigur in Staffel 1, Nebenfigur in Staffel 2) – Weitere Informationen: Genealogie

Apollonia und Sofie Agnesh Bojakshiya sind Wahrsager und treten in einer Mutter-Tochter-Aufführung beim Carnival auf. Obwohl Apollonia katatonisch ist, können sie und Sofie telepathisch miteinander kommunizieren. Ihre Biografien beschreiben Apollonia als eine „ehemalige bekannte Weissagerin, die die Karten für die Reichen und Berühmten liest“. „Der übernatürliche Houdini konnte sie nicht entlarven.“ Eine Reihe von Krampfanfällen während Sofies Geburt 1913 führte zu Apollonias Gesundheitszustand. Apollonias Schwester sorgte für sie bis Sofie alt genug war, um es selbst zu tun. Kurze Zeit später begannen sie beim Carnival zu arbeiten. Fast bis zum Ende der zweiten Staffel ist nicht bekannt, dass Sofie das Omega ist, obwohl die Wichtigkeit des Charakters für die Mythologie der Serie schon vorher sichtbar wurde. Als Ben zu Beginn der Serie sich dem Carnival anschließt, kann Apollonia Sofie nicht mehr von ihrem wahren Ich fernhalten. Sofie fängt an, sich gegen die Gedankenkontrolle ihrer Mutter zu wehren. Apollonia jedoch widersetzt sich dadurch, dass sie versucht Sofie in den Suizid zu treiben und später versucht sie mit einem Feuer in ihrem gemeinsamen Wohnwagen, am Ende der ersten Staffel, zu töten. Jonesy rettet Sofie, doch Apollonia stirbt. Trotzdem erscheint Apollonia mehrfach in der zweiten Staffel vor Sofie und der Schlangenbeschwörerin Ruthie. Sofie versucht ihre Wahrsagerkarriere zu beenden und wird Hilfsarbeiterin. Nach einer kurzen Beziehung mit Ben verlässt Sofie den Carnival und wird das Zimmermädchen bei den Crowes in Kalifornien. Brother Justin zeigt ihr die Welt der Religion, doch vieles schließt darauf, dass er nicht so „gut“ ist, wie Sofie dachte. Nach einem Streit mit Brother Justin in der letzten Folge wird Sofie in einem Schuppen eingesperrt in dem Visionen andeuten, dass sie das Omega ist und Brother Justin ihr Vater. Später erschießt sie Jonesy, und ihre Augen färben sich schwarz, wie die von Brother Justin. In den letzten Minuten sieht man, wie Sofie Brother Justin tot in einem Maisfeld findet. Sie legt ihre Hände auf seine Brust, und der Mais um sie herum geht ein.

### Lodz
- Gespielt von Patrick Bauchau (Hauptfigur in Staffel 1, Nebenfigur in Staffel 2)

Professor Ernst Lodz ist ein blinder Mentalist. Er hat eine lange Vergangenheit mit dem Carnival. Lodzs Handlungsbogen beginnt mit dem Anschluss von Ben. Er schafft es nicht den Jungen zu überreden mit ihm zu arbeiten und seine Träume zu lesen. Später tötet er Ruthie mit Managements Erlaubnis, um seine Sehkraft wieder zu erhalten. Ben erwürgt Lodz daraufhin und belebt damit Ruthie wieder. Dennoch erscheint Lodz mehrfach vor Ruthie und hinterlässt ihr die Nachricht „Sofie is the Omega-L“ an einem Spiegel. Mit dem Körper Ruthies, besucht Lodz seine Geliebte Lila und informiert sie über die Umstände die zu seinem Tod führten und sagt ihr, dass sie ihn bald wieder mit seinem richtigen Körper sehen werde. Lodzs letztes Erscheinen als Ruthie sollte nicht seine letzte werden. Nach einer Aussage von Clancy Brown (Brother Justin) hatten die Autoren mit Lodz Wiederkehr geplant, in Form einer Mumie, nachdem ein Mann seinen getrockneten Körper an den Carnival verkaufte. Lodzs Tod in der ersten Staffel war jedoch von Anfang an geplant. Neben der Bedeutung für die Handlung sollte damit klar werden, dass alles möglich ist mit den Charakteren.

### Lila
- Gespielt von Debra Christofferson (Staffel 1–2; Hauptfigur)

Lila Villanueva, auch bekannt als „die bärtige Dame aus Brüssel“, ist die Liebhaberin von Lodz und die Schneiderin des Carnivals. Lila wurde 1890 in die Villanueva-Zirkusfamilie geboren im Terrebonne Parish, Louisiana. Die Familie reiste international unter dem Namen Flying Villalobos bis ein Unglück geschah. Einer von zwei älteren Brüdern Lilas starb in Kopenhagen 1905 und ihr Vater beging 1908 Selbstmord. Bereits mit 16 besaß sie einen Bart und war zum ersten Mal verheiratet. Diese Ehe hielt jedoch nicht lange an und Lila heiratete 19 weitere Male. Lodz war aber ihre einzig wahre Liebe. Lilas Handlungsbogen in der ersten Staffel beschränkt sich auf das Zusammenleben mit Lodz, bis sie seine zunehmenden Machenschaften mit Management registriert. Sein plötzliches Verschwinden am Anfang der zweiten Staffel beunruhigt sie. Samsons ausweichendes Benehmen deuten Fremdeinwirkungen an aber Lila schafft es nicht dafür Beweise zu finden. Ruthie besucht regelmäßig Lila in der Nacht, scheinbar besessen von Lodz und hinterlässt Hinweise. Als Lila letztendlich die Umstände von Lodz Tod erfährt, stiftet sie die Mitarbeiter des Carnivals zu einer Meuterei an, die beinahe das Treffen mit Brother Justin in Kalifornien verhindert.

### Die Dreifuss Familie
- Felix „Stumpy “Dreifuss gespielt von Toby Huss (Staffel 1–2; Hauptfigur)
- Rita Sue Dreifuss gespielt von Cynthia Ettinger (Staffel 1–2; Hauptfigur)
- Libby Dreifuss gespielt von Carla Gallo (Staffel 1–2; Hauptfigur) – Weitere Informationen: Serienfinale und das Schicksal der Figuren
- Dora Mae Dreifuss gespielt von Amanda Aday (Nebenfigur in Staffel 1)

Felix „Stumpy“ Dreifuss ist der Manager der Cootch (Striptease) Show. Er ist verheiratet mit Rita Sue, die zusammen die zwei Töchter Libby und Dora Mae haben. Rita Sue wurde 1895 in Michigan als einziges Kind von Thomas und Emma Menninger geboren. Ihre Eltern investierten in ihre Bildung und schickten sie an die besten Ostküsten-Internate, doch der finanzielle Segen brach nach Thomas Tod 1903 ab. Rita Sue verließ ihr Zuhause 1908 und begann das Vaudeville. Sie schloss sie verschiedenen reisenden Firmen und Strip-Shows an, bei denen sie Stumpy traf, einen Rekommandeur, der seine Karriere 1910 begann. Sie heirateten 1914, zwei Monate vor der Geburt ihres ersten Kindes Libby. 1916 wurde ihre zweite Tochter, Dora Mae, geboren. Als der Firmenbesitzer starb, begannen Stumpy und Rita Sue bei unterschiedlichen Carnivals mitzufahren, denen sich auch ihre Töchter, Ende der 1920er, anschlossen. Ihr Glück nahm stetig ab, als die schwierigen 1930er immer mehr Cootch-Familien hervorbrachten. In der Serie wird erwähnt, dass Stumpy und Rita Sue drei weitere Kinder hatten, eines von ihnen wurde tot geboren, und die beiden anderen starben an Influenza. Die Dreifuss Familie hat während der gesamten Laufzeit von Carnivàleverschiedene persönliche und ökonomische Probleme: Dora Maes Mord durch einen Einwohner einer heimgesuchten Geisterstadt, die sexuelle Beziehung zwischen Jonesy und Rita Sue und dann sorgen Jonesy und Libby für Herzschmerz. Außerdem ruiniert Stumpys Schwäche für das Glücksspiel beinahe die Familie.

### Ruthie und Gabriel

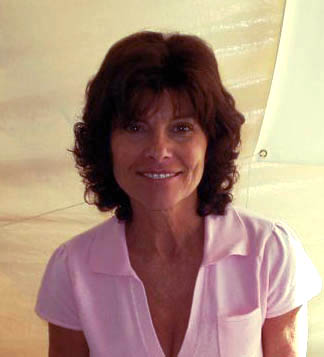
Adrienne Barbeau (Ruthie)

- Ruthie gespielt von Adrienne Barbeau (Staffel 1–2; Hauptfigur)
- Gabriel gespielt von Brian Turk (Staffel 1–2; Hauptfigur)

Ruthie ist eine Schlangenbeschwörerin und ein Rekommandeur für die Auftritte ihres Sohns Gabriel als Kraftmensch. Ruthie war eine ehemalige Geliebte von Henry Scudder. Gabriel, eine große und kräftige Person, jedoch mit einem niedrigen IQ, ist der erste Schausteller der von Ben geheilt wird. Kurz nachdem Ruthie und Ben sich näherkommen, stirbt Ruthie an einem Schlangenbiss. Ben versucht zuerst erfolglos sie wiederzubeleben, doch nachdem er den Mentalisten Lodz erwürgt, gelingt es ihm. In der zweiten Staffel begegnet Ruthie Menschen, die schon vor langer Zeit gestorben sind. Während sie nachts von Lodz besessen ist, nähert sie sich wiederholt Lila an, was dazu führt, dass Lila zu einem großen Hindernis für den Erfolg des Carnivals wird.

### Management / Lucius Belyakov
- Gespielt von Michael Massee und Vladislav Kozlov (russischer Soldat), Cameron Clapp (Körper), Linda Hunt (Stimme) (Staffel 1–2; Nebenfigur)

Lucius Belyakov ist ein mysteriöser Mann, der in Bens und Brother Justins Visionen als russischer Soldat erscheint. Er ist außerdem Carnivàles „Management“ (und wird auch so genannt und angesprochen), was zuerst nicht bekannt ist, da er sich in seinem Wohnwagen versteckt und nur mit Samson kommuniziert. Da Management während der ersten Staffel nicht zu sehen ist, ist es unklar ob Management überhaupt existiert. Später wird jedoch klar, dass Management ein Gespräch mit Lodz führt, später hört man auch seine Stimme und sieht seine Hand.
In der zweiten Staffel gibt sich Management gegenüber Ben als Lucius Belyakov zu erkennen, der Soldat aus seinen Träumen, der von einem Bären schwer verletzt wurde. Management will, dass Ben eine Kette von katastrophalen Ereignissen unterbricht, und drängt, ihn Scudder zu finden und zu ihm zu bringen. Nach Bens erfolgreicher Mission greift Management Scudder an und wird von Ben erstochen. Mit seinem letzten Atemzug erzählt Management Ben, wie er den Amtsdiener besiegen kann – Bens endgültigen Feind.

### Nebenfiguren
- Gecko gespielt von John Fleck (Staffel 1) – Gecko ist der Eidechsenmann beim Carnival. Sein Verschwinden zwischen den beiden Staffeln wird nicht aufgeklärt.
- Alexandria und Caladonia Potter[5] gespielt von Karyne und Sarah Steben (Staffel 1) – Alexandria und Caladonia sind Zwillinge, die an der Hüfte zusammengewachsen sind. Ihr Verschwinden zwischen den beiden Staffeln wird nicht aufgeklärt.
- Burley gespielt von Scott MacDonald (Staffel 1–2) – Burley ist ein Hilfsarbeiter beim Carnival.
- Osgood gespielt von Blake Shields (Staffel 1–2) – Osgood ist ein Hilfsarbeiter beim Carnival.
- Possum gespielt von Bill Moseley (Staffel 1–2) – Possum ist der Koch des Carnivals.
- Jasper gespielt von Frank Collison (Staffel 1–2) – Jasper ist ein Rekommandeur beim Carnival.
- Giant gespielt von Matthew McGrory (Staffel 1–2) – Der Gigant demonstriert seine Größe im Ten-in-One.
- Sabina Engstrom[47] gespielt von Bree Walker (Staffel 2) – Sabina die Skorpionenfrau arbeitete für die Daily Brothers Show bis zu deren Schließung und schließt sich dem Carnivàle in der zweiten Staffel an. Sie war neun Jahre mit Samson verheiratet.
- Bert/Bertha Hagenbeck[48] gespielt von Paul Hipp (Staffel 2) – Bert/Bertha ist der derzeitige Ehemann von Sabina. Er kleidet sich als halber Mann und halbe Frau.
- Rollo der Gummijunge/Knochenloser Billy Benson[49] gespielt von Daniel Browning Smith (Staffel 2) – Rollo ist ein Kontorsionist.

## Figuren in Brother Justins Umfeld

### Iris Crowe
- Gespielt von Amy Madigan (Staffel 1–2; Hauptfigur), Erin Sanders (als Kind, Irina Belyakov) (Nebenfigur in Staffel 1) – Weitere Informationen: Genealogie

Iris Crowe ist die ältere Schwester von Brother Justin und eine eifrige Unterstützerin seiner Pfarramtspflichten in Kalifornien. Iris Bedeutung in der Serie beginnt damit, dass Brother Justin sie informiert, dass der Kirchenvorstand plant ihm seine neue Gemeinde wieder wegzunehmen. Kurz danach kommen bei einem Feuer in der Kirche viele Waisenkinder um. Bis zum Ende der ersten Staffel ist jedoch nicht bekannt, dass Iris die Brandstifterin war. Der Radiomoderator Tommy Dolan, der anreist, um bei der Untersuchung zu helfen, entwickelt zudem Gefühle für Iris, doch die Romanze wird durch die Rückkehr von Brother Justin verhindert. Dolan findet Beweise, die auf Iris’ Schuld hinweisen, doch durch ein von Iris eingeleitete Wendung wird Dolan als Täter verhaftet. Um die Enthüllung von Brother Justins wahrer Natur zu bewahren, tötet Iris die unschuldige Okie, Eleanor. Gegen Ende der zweiten Staffel hilft sie ihrem Pflegevater Norman, in einem letztendlich erfolglosen Plan, gegen Brother Justin.

### Tommy Dolan
- Gespielt von Robert Knepper (Staffel 1–2; Nebenfigur)

Tommy Dolan ist ein Radiomoderator und Nachrichtenreporter aus Los Angeles, der regelmäßig inkognito in die Wildnis reist, um Geschichten von Fremden, für seine Radioshow Tommy Dolan on the Road, zu sammeln. Er ist zum ersten Mal in der Serie zu sehen, als er Brother Justin an einem Lagerfeuer trifft. Nachdem er dessen Geschichte der abgebrannten Kirche in seiner Radiosendung erzählt, besucht Dolan Brother Justins Schwester Iris und hilft ihr bei der Sammlung von Geld für eine neue Kirche. Dolan fühlt sich anscheinend zu Iris hingezogen, doch Brother Justins Rückkehr verhindert Weiteres. Am Anfang der zweiten Staffel erfüllt Dolan Brother Justins Wunsch ein Radiopriester zu sein. Die Polizei entdeckt zuerst Beweise für die Schuld von Brother Justin, später für Iris, an der Brandstiftung in der Kirche. Um seine Karriere voranzubringen, sammelt Dolan Beweise, bis Brother Justin seine Angebot auf ein Geständnis im Radio von Iris annimmt. Das Geständnis geht nach hinten los und Dolan wird verhaftet, während Iris’ Schuld niemals bewiesen wird.

### Reverend Norman Balthus
- Gespielt von Ralph Waite (Nebenfigur in Staffel 1, Hauptfigur in Staffel 2) – Weitere Informationen: Genealogie

Reverend Norman Balthus ist Brother Justins Mentor. Er rettete die jungen Justin und Iris, nachdem er sie einsam in der Wildnis fand und zog sie auf. Am Ende der ersten Staffel wachsen die Bedenken bei Norman bezüglich Brother Justins inneren Beweggründen. Er konfrontiert seinen Pflegesohn damit, doch folgt den Anweisungen von Brother Justin nicht ihn zu töten. Zu Beginn der zweiten Staffel erleidet Norman einen Schlaganfall, der ihm die Fähigkeit zum Bewegen und Reden nimmt. Er bleibt in der Obhut von Brother Justin und Iris, bis der Carnival nahe Brother Justins Haus, am Ende der Serie, seine Zelte aufschlägt. Ben heilt Norman, doch der Reverend wird nur wenige Sekunden später von Brother Justin tödlich verwundet.

### Varlyn Stroud
- Gespielt von John Carroll Lynch (Staffel 2; Nebenfigur)

Varlyn Stroud ist ein verurteilter Verbrecher. Seinen ersten Mord begann Stroud an seiner Schwester Clara. Als Clara neun Jahre alt war, stieß er absichtlich eine Gondel eines Riesenrads so an, dass seine Schwester in den Tod stürzte. Strouds zweiter Mord war der an seinem Großvater drei Jahre später, den er als Jagdunfall tarnte. Obwohl er über ein Dutzend Auftragsmorde beging, wurde Stroud niemals wegen Mordes verurteilt. Dennoch verbrachte er die meiste Zeit seines Lebens wegen anderer Verbrechen im Gefängnis. Strouds Handlungsbogen in der Serie beginnt in der zweiten Staffel, als er Brother Justins Radiopredigt hört. Nachdem er durch eine unterbewusste Nachricht Brother Justins Apostel wird, flieht Stroud aus dem Gefängnis um Henry Scudder zu finden und ihn zu Brother Justin zu bringen. Stroud verfolgt zuerst Scudders altes Leben und später folgt er dem Weg des Carnivals. Mit Bens unbeabsichtigter Hilfe findet Stroud letztendlich den Mann den er sucht. Nachdem er Scudder zu Brother Justin bringt, wird Stroud sein Sicherheitsmanager, welches das Ziel des Carnivals erschwert, Brother Justin zu töten.

### Nebenfiguren
- Eleanor McGill, gespielt von K. Callan (Staffel 1–2) – Eleanor McGill ist eine Okie, die eine ergebene Anhängerin von Brother Justin ist.
- Val Templeton, gespielt von Glenn Shadix (Staffel 1–2) – Val Templeton, Cousin vom Chins Besitzer Carol Templeton, ist ein Ratsherr in Mintern.
- Ned Munson, gespielt von Matt McCoy (Staffel 1–2) – Ned Munson ist ein Ratsherr in Mintern und Kollege von Val Templeton.
- Wilfred Talbot Smith, gespielt von Time Winters (Staffel 2) – Wilfred Talbot Smith berät Brother Justin bei okkulten Angelegenheiten im Zusammenhang mit dem Amtsdiener.
- Bishop McNaughton, gespielt von John Aylward (Staffel 2) – Bishop McNaughton hat die Aufsicht über die Kirchen von Reverend Norman Balthus und Brother Justin.
- Garrett, gespielt von Dennis W. Hall (Staffel 1–2) – Garrett ist verheiratet und hat Kinder mit Maggie, der Nichte von Eleanor McGill.

## Figuren aus der Vergangenheit
Weitere Informationen: Mythologie von Carnivàle: Avatare
Seit der ersten Episode ist Bens Herkunft eines der größten Rätsel von Carnivàle. Ein Mann namens Henry Scudder scheint mit allem und jedem in Verbindung zu stehen. Bens Aufgabe ist es, das Mysterium seiner eigenen Vergangenheit aufzuklären. Die fortschreitende Handlung deutet darauf hin, dass viele Charaktere noch näher in einer Beziehung zueinander stehen, als die Figuren und die Zuschauer sich vorgestellt haben. Obwohl die Verbindungen selten einen großen Handlungsraum einnehmen, wird die direkte Genealogie der Hauptcharaktere untereinander am Ende der Serie aufklärt. Andere Beziehungen zwischen Charakteren wurden nach der Absetzung der Serie größtenteils unbeantwortet gelassen, wie zum Beispiel der Schützengrabenkrieg und die Hyde & Teller Company Beziehung mit der Entstehung des Carnivàle. Serienerfinder Daniel Knauf, Charakterbiografien auf der HBO-Website und das „Pitch Document“ gaben Hinweise auf ursprüngliche Planungen.

### Henry Scudder
- Gespielt von John Savage (Staffel 1–2; Nebenfigur)

Henry „Hack“ Scudder ist ein mysteriöser Mann der in Bens und Brother Justins Visionen auftaucht und einen Smoking trägt. Scudder arbeitete einmal beim Carnivàle und war Ruthies Liebhaber. Er hatte außerdem eine Beziehung mit Bens Mutter; Samson bestätigt später, dass Scudder Bens Vater ist. In der zweiten Staffel müssen Ben und Brother Justin Scudder aus jeweils eigenen Gründen finden. Nach einer langen Reise findet Ben Scudder in Damascus, Nebraska und bringt ihn zu Carnivàles Management. Als Scudder wenige Momente später flüchtet, entführt ihn der flüchtige Verbrecher Stroud und bringt ihn zu Brother Justin. Dieser ahnt Scudders neuen Fluchtversuch voraus und enthauptet ihn.

### Entstehung des Carnivàles
Obwohl Carnivàle Mitte der 1930er spielt, haben Ben und Brother Justin Visionen und Träume, die darauf hindeuten, dass die Geschichte weit vorher begann. Samson fasst die Hintergrundgeschichte in einem Monolog am Anfang der zweiten Staffel zusammen, ohne jedoch Namen zu nennen. Das Pitch Document, welches als Quelle für die Charakterbiografien auf der HBO-Webseite diente, liefert einen Zusammenhang für alle Anhaltspunkte.
Die Vorgeschichte des Carnivals beginnt am Ende des 19. Jahrhunderts, als Lucius Belyakov, ein russischer Aristokrat aus Minsk und Offizier in der Zaren-Armee, seine avatarischen Fähigkeiten entdeckt. Die Geburt seines Sohnes Alexei rief dunkle Visionen in ihm hervor. Nach dem Versuch Belyakovs seinen zweijährigen Sohn Alexei zu töten, flüchtete seine Frau mit ihren zwei Kindern nach Amerika, die dort jedoch angeblich kurze Zeit später bei einem Zugunfall ums Leben gekommen sein sollen. Während seines Dienstes in der Schlacht von Lemberg 1914, wurde er wieder von dunklen Visionen heimgesucht. Henry Scudder, ein Amerikaner der der Strafverfolgung wegen krimineller Aktivitäten in seinem Heimatland entkam, indem er ausländischen Armeen beitritt, hatte psychokinetische Kräfte seit seiner Kindheit. Zur Zeit von Belyakovs Visionen, war Scudder in Lwiw, als ein Beobachter für die Gemeinsame Armee, stationiert. Belyakov wurde besessen von der Idee seinen spirituellen Feind (Scudder) zu töten und verließ seinen Posten. Ein entflohener Zirkusbär jedoch, der an herumliegenden Leichen fraß, griff ihn überraschend an. Belyakov wurde so stark verletzt, dass er einen Arm und beide Beine verlor.
Scudder floh und begegnete Carnival-Darsteller Lodz auf dem Schlachtfeld, der nach seinem Bär Bruno suchte. Als Scudder sich Lodzs Truppe anschließt, erkennt und pflegt Lodz Scudders übernatürliche Fähigkeiten, und sie beginnen überall in Europa aufzutreten. Währenddessen erholt sich Belyakov langsam von seinen Verletzungen und lernt über seine wahre Natur und Bestimmung, durch die Studie von historischen Manuskripten. Scudder konnte Belyakov spüren wie er ihn suchte und blieb daher nie lange an einem Ort. Nach einem Streit zwischen Lodz und Scudder über dessen Kräfte, erhielt Lodz die Fähigkeit Gedanken zu lesen. Im Gegenzug musste er jedoch sein Sehsinn aufgeben. Scudder kehrte 1915 nach Amerika zurück um seinen Albträumen zu entfliehen. Einige Monate später fand Belyakov den heruntergekommenen Lodz in Venedig. Belyakov fiel das mentale Band zwischen Lodz und Scudder auf, dass der Kräftetransfer verursacht hatte und versprach Lodzs Sehsinn wiederherzustellen, wenn dieser half Scudder zu finden.
Scudder verliebte sich in Flora Hawkins aus Milfay, Oklahoma, und heiratete sie später. Ihr Sohn ist Ben. Als Sudder seinen verfolgenden Feind wieder spürte, verließ er seine Familie und reiste ziellos durch das Land. Nachdem er mit Mühe einen Mineneinsturz in Babylon überlebte, schloss er sich der Hyde & Teller Company an, einem kleinen Carnival im Südosten. Scudder arbeitete dort als Nebendarsteller fast ein Jahr und lernte Samson, Jonesy, Possum, Lila, Ruthie und Gabriel kennen. Währenddessen nutze Belyakov Lodzs Aufspürfähigkeiten und kaufte die Hyde & Teller Company. Scudder war jedoch schon weitergezogen. Um unentdeckt zu bleiben benannte Belyakov den Carnival in Carnivàle. um, nahm den Namen Management an und ersetzte Samson mit Lodz als neuen Co-Manager. Lodz entdeckte Scudder letztendlich in St. Louis. Doch als Lodz es nicht schaffte, Scudder vom erneuten Untertauchen abzuhalten, (mit dem Templerorden), bekam Samson seinen alten Job wieder. Über die Jahre heuerte der Carnivàle noch weitere Darsteller an, so wie die Wahrsager Apollonia und Sofie, die siamesischen Zwillinge, Gecko der Eidechsenmann und die Dreifuss-Familie. Während Lodz verbittert auf Management wartete, dass dieser seine Sehkraft wiederherstellte, führte Samson den Carnivàle, beraten von Management und assistiert von Jonesy. 18 Jahre spürte Management Ben Hawkins, der er als seinen Aszendenten seit dessen Geburt wahrnahm, dass er alt genug sei um ihn zu treffen. An diesem Punkt beginnt die erste Staffel.

### Genealogie
|      |      |      |      |      |      |  |  |           |           |           |           |           |           |  |  |         |         |         |         | Emma Krohn | Emma Krohn | Emma Krohn | Emma Krohn | Emma Krohn    | Emma Krohn    |               |               | Hilton Scudder | Hilton Scudder | Hilton Scudder | Hilton Scudder | Hilton Scudder | Hilton Scudder |               |               |               |               |  |  |                           |                           |                           |                           |                           |                           |  |  |                               |                               |                               |                               |                               |                               |  |  |                      |                      |                      |                      |                      |                      |  |  |               |               |               |               |               |               |
|      |      |      |      |      |      |  |  |           |           |           |           |           |           |  |  |         |         |         |         | Emma Krohn | Emma Krohn | Emma Krohn | Emma Krohn | Emma Krohn    | Emma Krohn    |               |               | Hilton Scudder | Hilton Scudder | Hilton Scudder | Hilton Scudder | Hilton Scudder | Hilton Scudder |               |               |               |               |  |  |                           |                           |                           |                           |                           |                           |  |  |                               |                               |                               |                               |                               |                               |  |  |                      |                      |                      |                      |                      |                      |  |  |               |               |               |               |               |               |
|      |      |      |      |      |      |  |  |           |           |           |           |           |           |  |  |         |         |         |         |            |            |            |            |               |               |               |               |                |                |                |                |                |                |               |               |               |               |  |  |                           |                           |                           |                           |                           |                           |  |  |                               |                               |                               |                               |                               |                               |  |  |                      |                      |                      |                      |                      |                      |  |  |               |               |               |               |               |               |
|      |      |      |      |      |      |  |  |           |           |           |           |           |           |  |  |         |         |         |         |            |            |            |            |               |               |               |               |                |                |                |                |                |                |               |               |               |               |  |  |                           |                           |                           |                           |                           |                           |  |  |                               |                               |                               |                               |                               |                               |  |  |                      |                      |                      |                      |                      |                      |  |  |               |               |               |               |               |               |
| Owen | Owen | Owen | Owen | Owen | Owen |  |  | Alvin Sr. | Alvin Sr. | Alvin Sr. | Alvin Sr. | Alvin Sr. | Alvin Sr. |  |  | Gilbert | Gilbert | Gilbert | Gilbert | Gilbert    | Gilbert    |            |            | Henry Scudder | Henry Scudder | Henry Scudder | Henry Scudder | Henry Scudder  | Henry Scudder  |                |                | Flora Hawkins  | Flora Hawkins  | Flora Hawkins | Flora Hawkins | Flora Hawkins | Flora Hawkins |  |  | Lucius Belyakov           | Lucius Belyakov           | Lucius Belyakov           | Lucius Belyakov           | Lucius Belyakov           | Lucius Belyakov           |  |  | Plemina Belyakov              | Plemina Belyakov              | Plemina Belyakov              | Plemina Belyakov              | Plemina Belyakov              | Plemina Belyakov              |  |  | Norman Balthus       | Norman Balthus       | Norman Balthus       | Norman Balthus       | Norman Balthus       | Norman Balthus       |  |  | Clara Balthus | Clara Balthus | Clara Balthus | Clara Balthus | Clara Balthus | Clara Balthus |
| Owen | Owen | Owen | Owen | Owen | Owen |  |  | Alvin Sr. | Alvin Sr. | Alvin Sr. | Alvin Sr. | Alvin Sr. | Alvin Sr. |  |  | Gilbert | Gilbert | Gilbert | Gilbert | Gilbert    | Gilbert    |            |            | Henry Scudder | Henry Scudder | Henry Scudder | Henry Scudder | Henry Scudder  | Henry Scudder  |                |                | Flora Hawkins  | Flora Hawkins  | Flora Hawkins | Flora Hawkins | Flora Hawkins | Flora Hawkins |  |  | Lucius Belyakov           | Lucius Belyakov           | Lucius Belyakov           | Lucius Belyakov           | Lucius Belyakov           | Lucius Belyakov           |  |  | Plemina Belyakov              | Plemina Belyakov              | Plemina Belyakov              | Plemina Belyakov              | Plemina Belyakov              | Plemina Belyakov              |  |  | Norman Balthus       | Norman Balthus       | Norman Balthus       | Norman Balthus       | Norman Balthus       | Norman Balthus       |  |  | Clara Balthus | Clara Balthus | Clara Balthus | Clara Balthus | Clara Balthus | Clara Balthus |
|      |      |      |      |      |      |  |  |           |           |           |           |           |           |  |  |         |         |         |         |            |            |            |            |               |               |               |               |                |                |                |                |                |                |               |               |               |               |  |  |                           |                           |                           |                           |                           |                           |  |  |                               |                               |                               |                               |                               |                               |  |  |                      |                      |                      |                      |                      |                      |  |  |               |               |               |               |               |               |
|      |      |      |      |      |      |  |  |           |           |           |           |           |           |  |  |         |         |         |         |            |            |            |            |               |               |               |               |                |                |                |                |                |                |               |               |               |               |  |  |                           |                           |                           |                           |                           |                           |  |  |                               |                               |                               |                               |                               |                               |  |  |                      |                      |                      |                      |                      |                      |  |  |               |               |               |               |               |               |
|      |      |      |      |      |      |  |  |           |           |           |           |           |           |  |  |         |         |         |         |            |            |            |            |               |               |               |               |                |                |                |                |                |                |               |               |               |               |  |  |                           |                           |                           |                           |                           |                           |  |  |                               |                               |                               |                               |                               |                               |  |  |                      |                      |                      |                      |                      |                      |  |  |               |               |               |               |               |               |
|      |      |      |      |      |      |  |  |           |           |           |           |           |           |  |  |         |         |         |         |            |            |            |            |               |               |               |               |                |                |                |                |                |                |               |               |               |               |  |  |                           |                           |                           |                           |                           |                           |  |  |                               |                               |                               |                               |                               |                               |  |  |                      |                      |                      |                      |                      |                      |  |  |               |               |               |               |               |               |
|      |      |      |      |      |      |  |  | Alvin Jr. | Alvin Jr. | Alvin Jr. | Alvin Jr. | Alvin Jr. | Alvin Jr. |  |  |         |         |         |         |            |            |            |            |               |               |               |               | Ben Hawkins    | Ben Hawkins    | Ben Hawkins    | Ben Hawkins    | Ben Hawkins    | Ben Hawkins    |               |               |               |               |  |  | Iris Crowe/Irina Belyakov | Iris Crowe/Irina Belyakov | Iris Crowe/Irina Belyakov | Iris Crowe/Irina Belyakov | Iris Crowe/Irina Belyakov | Iris Crowe/Irina Belyakov |  |  | Justin Crowe/Alexsei Belyakov | Justin Crowe/Alexsei Belyakov | Justin Crowe/Alexsei Belyakov | Justin Crowe/Alexsei Belyakov | Justin Crowe/Alexsei Belyakov | Justin Crowe/Alexsei Belyakov |  |  | Apollonia Bojakshiya | Apollonia Bojakshiya | Apollonia Bojakshiya | Apollonia Bojakshiya | Apollonia Bojakshiya | Apollonia Bojakshiya |  |  |               |               |               |               |               |               |
|      |      |      |      |      |      |  |  | Alvin Jr. | Alvin Jr. | Alvin Jr. | Alvin Jr. | Alvin Jr. | Alvin Jr. |  |  |         |         |         |         |            |            |            |            |               |               |               |               | Ben Hawkins    | Ben Hawkins    | Ben Hawkins    | Ben Hawkins    | Ben Hawkins    | Ben Hawkins    |               |               |               |               |  |  | Iris Crowe/Irina Belyakov | Iris Crowe/Irina Belyakov | Iris Crowe/Irina Belyakov | Iris Crowe/Irina Belyakov | Iris Crowe/Irina Belyakov | Iris Crowe/Irina Belyakov |  |  | Justin Crowe/Alexsei Belyakov | Justin Crowe/Alexsei Belyakov | Justin Crowe/Alexsei Belyakov | Justin Crowe/Alexsei Belyakov | Justin Crowe/Alexsei Belyakov | Justin Crowe/Alexsei Belyakov |  |  | Apollonia Bojakshiya | Apollonia Bojakshiya | Apollonia Bojakshiya | Apollonia Bojakshiya | Apollonia Bojakshiya | Apollonia Bojakshiya |  |  |               |               |               |               |               |               |
|      |      |      |      |      |      |  |  |           |           |           |           |           |           |  |  |         |         |         |         |            |            |            |            |               |               |               |               |                |                |                |                |                |                |               |               |               |               |  |  |                           |                           |                           |                           |                           |                           |  |  |                               |                               |                               |                               |                               |                               |  |  |                      |                      |                      |                      |                      |                      |  |  |               |               |               |               |               |               |
|      |      |      |      |      |      |  |  |           |           |           |           |           |           |  |  |         |         |         |         |            |            |            |            |               |               |               |               |                |                |                |                |                |                |               |               |               |               |  |  |                           |                           |                           |                           |                           |                           |  |  |                               |                               |                               |                               | Sofie Bojakshiya              |                               |  |  |                      |                      |                      |                      |                      |                      |  |  |               |               |               |               |               |               |

Zu Beginn der Pilotepisode wacht Ben Hawkins aus einem Traum mit einem tätowierten Mann, einem Mann in einem Smoking und einem russischen Soldaten auf. Bens Kindheit wird in Rückblenden und Dialogen aufgeklärt; Bens Vater verließ die Familie und die Farm als Ben noch ein Säugling war. Seine Mutter Flora musste sich von nun an alleine großziehen. Gegen Ende der ersten Staffel wird bestätigt, was sich in früheren Folgen schon andeutete, dass der Mann im Smoking Henry Scudder, und zugleich Bens Vater, ist. In der zweiten Staffel trifft Ben seine Großmutter väterlicherseits, Emma Krohn, und erfährt, dass sie ihren Ehemann Hilton Scudder in der Nacht von Henrys Geburt tötete, zusammen mit Henrys älteren Brüdern Owen, Gilbert und Alvin Sr. (nach Knauf und der HBO Webseite waren Emmas andere Söhne aus einer vorherigen Ehe mit Clarke „C.W.“ Powell, der eines natürlichen Todes starb). Emma stellt die Menschen, die mit ihr zusammen wohnen, als ihre Enkelkinder und Bens Cousins vor.
Brother Justin Crowe ist ein hingebungsvoller methodistischer Priester, der von seiner Schwester Iris unterstützt wird. Auf einem Selbstfindungstrip in der Mitte der ersten Staffel, hat Brother Justin eine aufwendige Vision von zwei russischen immigrierten Kindern, Irina und ihrem jüngeren Bruder Alexei; Irina erzählt von ihrem bösen Vater. Wie später bekannt wird, ist diese Vision eine unterdrückte Erinnerung von Brother Justin von sich selbst und Iris, die einzigen Überlebenden eines Zugunglücks, bei dem außerdem ihre Mutter umkam. Reverend Norman Balthus rettete später Irina und Alexei und zog sie in einem kirchlichen Waisenhaus auf. Eine weitere Vision zu Beginn der zweiten Staffel drängt Brother Justin dazu, sich eine Tattoo auf seine Brust stechen zu lassen.
Einige Personen des Carnivàles sind miteinander verwandt. Apollonia und Sofie werden vorgestellt als Mutter und Tochter, die als Wahrsager arbeiten. Sofie wuchs auf ohne ihren Vater zu kennen, doch in einer Vision gegen Ende der ersten Staffel sieht sie den tätowierten Mann ihre Mutter vergewaltigen. In der ersten Folge der zweiten Staffel gibt sich Management, der mysteriöse Anführer des Carnivàls, als Lucius Belyakov zu erkennen, dem russischen Soldaten in Bens Träumen. Kurz vor seinem Tod, einige Episoden später, erfährt Belyakov, dass sein Sohn Alexei nicht im Zugunglück starb, wie er es zuvor gedacht hatte. In der Zwischenzeit wurde Sofie das Hausmädchen der Crowes. Als sie mit Iris über ihre Kindheit spricht, hat Iris eine Vision von Brother Justin, der als junger Mann Apollonia, während seines Priesterseminars in Saint Paul vergewaltigte. Obwohl Iris Norman von ihren Verdächtigungen erzählt, sieht Sofie Brother Justins tätowierte Brust in der letzten Folge der zweiten Staffel und hat indirekte Visionen die darauf hindeuten, dass Brother Justin ihr Vater ist. Weitere Staffeln von Carnivàle hätten die Genealogie der Belyakovs erklärt und eine Verbindung mit der der Scudders möglich gemacht.

## Casting
Der Ansatz für das Casting für Carnivàle war es die besten verfügbaren Schauspieler zu finden um die Echtheit der Figuren zu bewahren, und nicht unbedingt zu sehr auf die Freak-Illusionen zu setzen. Carnivàles Casting Directors John Papsodera und Wendy O’Brien hatten schon bei vorherigen Projekten Erfahrung mit der Suche nach ungewöhnlichen Schauspielern gesammelt. Sie traten an diverse Theater und unbekanntere Agenten heran, oder stellten manche Darsteller direkt an, mit einem möglichst einmaligen und individuellen Aussehen, was schwer war, da es in Los Angeles meist nur gut aussehende Schauspieler gibt. Die Produzenten zogen Darsteller vor, die nicht stark mit anderen Projekten in Verbindung gebracht wurden, doch waren auch bereit, Ausnahmen zu machen für erfahrene Schauspieler wie Adrienne Barbeau (Ruthie).
Das Drehbuch zur Pilotepisode war die Grundlage für das Vorgehen beim Casting, mit nur wenigen Andeutungen, was danach folgte. Das führte zu vorläufigen Meinungsverschiedenheiten zwischen Erschaffern und Produzenten, besonders bei den Hauptcharakteren. Nick Stahl hatte den stärksten Konsens bei den Produzenten um die Hauptfigur zu spielen, den Helden der Serie mit jugendlichen, unschuldigen und Anti-Helden Qualitäten. Die Figur von Sofie war ursprünglich ein mehr exotisches Zigeunermädchen, doch Clea DuVall, eine Filmschauspielerin die versuchte im Fernsehgeschäft Fuß zu fassen, bekam die Rolle nach vier Vorsprechen. Tim DeKay, der zuvor mit Daniel Knauf an einem Piloten für ein anderes Projekt arbeitete, wurde als Jonesy gecastet, da die Produzenten ihn als „sehr amerikanisch“ aussehenden Baseballspieler in den 1930ern, wahrnahmen. Debra Christofferson beeindruckte die Produzenten mit ihrem ersten und einzigen Vorsprechen, für die Rolle von Lila als Lodzs Liebhaberin, anstatt seiner besten Freundin wie es im Drehbuch stand. Adrienne Barbeau (Ruthie) bekam ebenfalls die Rolle nach ihrem ersten Vorsprechen, obwohl sie zuvor davon ausging als Apollonia gecastet zu werden. Sie lernte das Schlangenbeschwören danach. Brian Turks Rolle als Gabriel sollte eigentlich ein stummer Charakter sein, beschrieben als „sanfter behinderter Kraftmann mit dem Gesicht eines Engels“, doch die Autoren gaben Turk eine sprechende Rolle um nicht einen weiteren stummen Charakter zu haben wie Management und Apollonia. Einer der Schauspieler, der nie wirklich Konkurrenz hatte, war Michael J. Anderson (Samson), den Daniel Knauf seit dem ersten Casting-Treffen wollte; Samson, Knaufs Lieblingscharakter, wurde von seinem Vater inspiriert.
Der gedrehte Pilotfilm diente als Basis für weitere Änderungen an der ursprünglich geplanten Handlung. Die größere Rolle von Brother Justin führte zu der Entstehung von Iris, für die Amy Madigan gecastet wurde. Auf Ben Hawkins Seite wurde nur wenig geändert, bis auf die Ergänzung der Cootch-Familie (Striptease) Dreifuss; ein Carnivàle Berater ermutigte die Produzenten, durch die Hinweise auf seine Nachforschungen über Familien, die Cootch-Shows in den 1930ern leiteten. Cynthia Ettinger (Rita Sue Dreifuss) verlor ihre Rolle als Martha Kent in der Pilotepisode von Smallville bevor die Gelegenheit mit Carnivàle kam und arbeitete zwischenzeitlich am Theater; sie wählte Carnivàle wegen der theaterähnlichen Erfahrung. Amanda Aday (Dora Mae Dreifuss) wusste, dass sie nur einige Episoden spielen würde, ihr wurde jedoch nicht gesagt warum. Die Autoren verlängerten die Handlungsbögen von John Carroll Lynch (Stroud) und K. Callan (Eleanor) weit über ihre ursprünglichen Planungen hinaus. Auch Robert Kneppers Rolle als Tommy Dolan wurde von ein paar Episoden auf zwei halbe Staffeln verlängert. Die Autoren mochten seine Darstellung des „ehrgeizigen Mannes der Brother Justin für seinen Karriereaufstieg benutzt“.
Genetische Störungen oder ungewöhnliche Körpermerkmale sind nicht ungewöhnlich bei Schauspielern von Carnivàle. Michael J. Anderson (Samson) hat die Glasknochenkrankheit, einen genetischen Knochendefekt der ihn nicht größer als 109 cm werden lässt. Matthew McGrory (Giant) hingegen ist wegen Hyperpituitarismus 228 cm groß. Bree Walker (Sabina) hat Ektrodaktylie, ein seltener genetischer Defekt, der zu zusammengewachsenen Fingern und Zehen führt; sie trat an die Produzenten in der zweiten Staffel heran um ein „Hummer-Mädchen“ spielen zu dürfen. Mehrere Schauspieler von nur in einer Episoden auftretenden Charakteren wie das „Hummer-Mädchen“ in Hot and Bothered (Alpträume) und Percy die betende Gottesanbeterin in The Road to Damascus (Der Weg nach Damascus) wurden speziell wegen ihrer echten Behinderungen ausgewählt. Cameron Clapp (Management) verlor einen Arm und beide Beine bei einem Zugunglück im Alter von 15 Jahren. Daniel Browning Smith (Rollo der Gummijunge) hält zwei Guinness Weltrekorde wegen seiner Fähigkeit seinen Körper zu verbiegen. Die Schauspieler von den siamesischen Zwillingen (Karyne und Sarah Steben, identische Zwillinge und im echten Leben Trapezkünstler), Lila die bärtige Dame (Debra Christofferson) und Gecko der Eidechsenmann (John Fleck) sind Künstler ohne genetische Abweichungen, deren Aussehen durch Make-up und Prothetik verändert wurde.

## Make-up und Kostüme
Mehrere Schauspieler mussten mit Make-up-Elementen stark verändert werden um ihrer Rolle gerecht zu werden. John Fleck (Gecko) verbrachte teilweise über zehn Stunden am Tag im Make-up, um sich in und aus seinen Charakter zu verwandeln. Die Haut, die wie Alligatorenhaut aussehen musste, bestand aus sieben oder acht Teilen die an Flecks Gesicht geklebt werden mussten. Patrick Bauchau (Lodz) hatte verschiedene Kontaktlinsenpaare mit unterschiedlicher Undurchlässigkeit. Während ein Paar im ermöglichte Schemen zu erkennen, sah er mit dem anderen Paar gar nichts und musste beim Drehset herumgeführt werden. Debra Christofferson (Lila) hatte einen künstlichen Bart an ihrem Kinn. Dieser war speziell dafür per Hand angefertigt und aus menschlichen Haar. Der Bart in den ersten Episoden war so schwer, dass die Chemikalien dazu führten, dass Christoffersons Haut am Ende eines Drehtages rau wurde. Später wurde er in drei Teile aufgeteilt. Christofferson musste jedoch weiterhin vorsichtig mit ihren Bewegungen sein. Nach Aussagen der Schauspielerin „bestimmte eigentlich der Bart Lilas Stimme“.
Das Hauptziel der Kostüme war nicht ihre Schönheit, sondern auf den Hintergrund der Figuren hinzuweisen. Ben trug dieselben Klamotten in beiden Staffeln. Um sie identisch aussehen zu lassen wurden um die 20 Stücke seines Overalls per Hand hergestellt. Es dauerte über sechs Wochen um alle Nähte, Flicken, etwa 50 Löcher und den Alterungsprozess hinzuzufügen. Brother Justins Kleidung wurde der damaligen Zeit korrekt von Anfang an entworfen. Die vorahnende Präsenz des Charakters wurde verstärkt, indem seine Kutte auf seiner Taille anlag und seine Schultern größer aussahen als sonst üblich zu dieser Zeit. Sofies Kleider hatten einen starken ost-böhmischen Einfluss um die Herkunft und Gefühle ihrer Mutter deutlich zu machen. Stumpys Kleidung bestand aus weiten Jeans und einem italienischen Bowler Hat, die eher an die 1920er als die 1930er erinnerte. Die Stripperkleidung von Rita Sue und Libby wurden inspiriert von Mae West, Dirnenfilmen und Stummfilmen der 1920er und 1930er. Zudem flossen Kleidungsstile von asiatischen Dirnen, lateinamerikanischen und hawaiischen Tänzern mit ein. Die Kostümdesigner wählten die Kostüme der Daily Brothers Show, einem konkurrierenden Carnival, so aus, dass sie eine andere Farbpalette haben und sich somit vom Carnivàle abheben sollten. Das Kleid von Sabina der Skorpionenfrau wurde mehrere Male ausgebleicht um eine rot-orange-violette Farbe zu erschaffen, die gut beim Außendreh aussah. Bert/Berthas wurde in Eile aus einem altmodischen Smoking und einem alten, gefiedert Kleid hergestellt, dass half ein „auf-der-Reise-erschaffendes“ Aussehen zu vermitteln.
2004 gewann Carnivàle einen „Hollywood Makeup Artist and Hair Stylist Guild Award“, und zwei Emmys in den Kategorien „Outstanding Costumes for a Series“ und „Outstanding Hairstyling for a Series“. Außerdem war die Serien in der Emmy Kategorie „Outstanding Makeup for a Series (Non-Prosthetic)“ 2004 und 2005 nominiert, sowie in den Kategorien „Outstanding Costumes for a Series“, „Outstanding Hairstyling for a Series“ und „Outstanding Prosthetic Makeup for a Series, Miniseries, Movie or a Special“ 2005. Im selben Jahr wurde Carnivàle für zwei Costume Designers Guild Awards in den Kategorien „Outstanding Costume Design for Television Series – Period/Fantasy“ und „Excellence in Costume Design for Television – Period/Fantasy“ nominiert, von den die Serie letztere gewann.

## Rezeption der Nebenfiguren
Siehe außerdem: Rezeption von Ben Hawkins und Rezeption von Brother Justin Crowe
Während erste Kritiken sich auf Ben Hawkins, Brother Justin Crowe und die Bedeutung von Carnivàle fokussierten, bekamen die Nebenfiguren, trotz ihres ungewöhnlichen Aussehens, nur wenig Erwähnung. Der Grund war laut Varietys Phil Gallo, dass „sie keine wichtigen Rollen in den ersten Episoden spielen.“ Kritiker, die die gesamten Staffeln bewerteten, gaben ihnen mehr Aufmerksamkeit. Wendy Tuohy, von der australischen Zeitung The Age, schrieb, dass der Serienerfinder Daniel Knauf „genug magische Geschenke über die Schauspieler, wie Gedankenleser, Wahrsager, Schlangenbeschwörer, katatonische Hellseher, siamesische Zwillinge, bärtige Damen und Eidechsenmänner rieselte, um das bizarre und makabere wie eine Routine aussehen zu lassen.“ Matt Casamassina von IGN fügte hinzu, dass „von der Introsequenz bis zum Ende der zwölften Folge [von Staffel 1], Carnivàle erfolgreichen einen in die Depression-versunkene Welt von ihren vielen merkwürdig sympathischen Charakteren, zieht. Und ganz bestimmt beschreibt merkwürdig diese Menschen am besten […] Die Serie zeigt alle Arten von „Freaks“, doch jeder Charakter ist gut erschaffen, vielschichtig und glaubwürdig, anstatt lächerlich, was leicht möglich wäre unter einer Amateur-Regie.“ MSNBC lobte die Charakter, da sie „in einem Dialog sprechen der sich authentisch anhört, auch wenn die Authentizität eine moderne Interpretation ist […] Carnivàles Manager Samson, Michael J. Anderson bekommt die besten Dialoge und sagt wunderbare unverständliche Sätze.“ DVD Talk lobte Amy Madigan (Iris), Tim DeKay (Jonesy) und Clea DuVall (Sofie) als „fantastische Wahl“ mit einem besonders überzeugenden 1930er Aussehen. Sie hoben Carnivàles Status als eine Ensemble-Show heraus, mit „bei denen die Darstellung von allen Nebencharakteren essentiell für den Erfolg der Serie ist. Besonderes inspirierend ist die Stimme von Linda Hunt als eindeutig unheimlicher 'Management' und John Savage als Henry Scudder.“ Eine DVDTown-Kritik lobte ebenfalls die Nebencharaktere Patrick Bauchau (Lodz) und Michael J. Anderson (Samson) und stellte heraus, dass „in der Tat jeder einzelne Charakter in der Serie, egal wie klein, skurril oder finster sie sind, eine bemerkenswerte Darstellung abliefern. Die Anstrengungen der herausragenden Besetzung machen die gesamten Voraussetzung der Serie und das Zeitalter so realistisch und glaubhaft, dass die Zuschauer nicht anderes können als darin versinken.“
Verschiedene Nebenfiguren erhielten Nominierungen und Preise für ihr Auftreten in Carnivàle. Adrienne Barbeau (Ruthie) wurde 2003 für den Golden Satellite Award in der Kategorie „Best Performance by an Actress in a Supporting Role in a Series, Drama“, nominiert und gewann 2004 den WIN Award in der Kategorie „Best Actress in a Dramatic Series“. Amy Madigan (Iris) war 2003 für den Golden Satellite Award in der Kategorie „Best Performance by an Actress in a Series, Drama“ nominiert. Erin Sanders (Iris als Kind) war 2004 für den Young Artist Award in der Kategorie „Best Performance in a TV Series – Recurring Young Actress“ nominiert.

## Vorzeitiges Serienfinale und ursprünglich geplanter Fortgang
Für einen Überblick über die Handlung siehe: Carnivàle/Episodenliste
Ursprünglich war die Serie von Seiten der Autoren auf mehr als nur die beiden gesendeten Staffeln angelegt. Die Entertainmentpräsidentin des Senders HBO, Carolyn Strauss, gab allerdings an, dass Carnivàle mit der zweiten Staffel zu einem natürlichen Ende gekommen sei und gab dies auch als Grund für die Absetzung der Serie an.
Berichten zufolge wollte HBO-Präsident Chris Albrecht zwar von Anfang an die zweite Staffel mit einem befriedigenden Ende und damit der Konfrontation zwischen Brother Justin und Ben schließen. Albrecht zog angeblich einen eindeutigen Untergang Justins einem Cliffhanger vor, wohingegen der Serienerfinder Daniel Knauf angab, dass Albrecht eventuell falsch zitiert wurde. Laut Knauf wünschte sich Albrecht in Diskussionen vor der Produktion, dass die zweite Staffel mit einem Kampf zwischen Brother Justin und Ben beendet werden sollte, was zugleich auch Knaufs Vorhaben war. HBO stimmte dann aber bereits während der Drehbuchphase dem offenen Ende zu, das am Ende dann auch produziert wurde (mit Ben in der Funktion des neuen „Managements“). Die Entscheidung, Carnivàle vorzeitig einzustellen, sei erst kurz vor der Bekanntgabe gefallen. Laut Clancy Brown (Brother Justin) bestand die letzte Szene der Serie ursprünglich darin, wie Iris das Korn eingehen sieht.
Nach der Absetzung gaben die Autoren nicht sofort Antworten auf die zahlreichen Fragen der Fans bezüglich der Zukunft der Charaktere – mit der Begründung, dass die Ideen nicht allein zur Befriedigung der Fans preisgeben werden sollten, sondern dass die Fans auf eine Fortsetzung der Serie warten sollten. Später wurden Hinweise in DVD-Zusatzmaterialien, auf Kongressen, in Foren und Online-Chats sowie im sogenannten „Pitch Document“ bekanntgegeben.
Daniel Knauf gab an, dass Jonesy von seiner Schussverletzung genesen würde, ging aber nicht näher auf die Umstände der Genesung ein. Produzent Howard Klein jedoch wies darauf hin, dass Jonesy „nicht an einem bestimmten Punkt getroffen wurde – er ist einfach zusammengebrochen“, und Knauf fügte hinzu, dass Sofies Absicht beim Schuss auf Jonesy lediglich war, ihn daran zu hindern, „sie zurück zum Carnival zu holen“, und nicht, ihn zu töten. Die dritte Staffel hätte außerdem gezeigt, wie Jonesy in einem Baseballspiel der Major League spielt und immer noch mit Libby verheiratet ist.
Autor und Co-Executive Producer William Schmidt beschrieb Sofies letzte Aktion als Rückbringung von den Toten. Dies habe auch dazu gedient, „zu zeigen, dass sie wirklich böse ist“, obwohl „sie das Omega ist und somit auch Gutes in ihr ist.“ Die dritte Staffel „wäre zu großen Teilen auf Sofie zentriert gewesen und ihren inneren Kampf zwischen Gut und Böse.“" Das Wesen des Omega habe zwei Staffeln erfordert, um sich zu entfalten.
Sowohl Ben als auch Brother Justin hätten in einer dritten Staffel gelebt. Daniel Knauf hätte Brother Justin als einen Mann „mit einem inoperablen Stück Schrapnell in der Nähe seines Herzens“ dargestellt, womit die gesalbte Klinge aus dem Finale der zweiten Staffel gemeint war. Brother Justin wäre „massiv geschwächt und anfällig für Erschöpfung gewesen, als eine leere Galionsfigur in seiner wachsenden Gemeinde dienend. Sofie und Iris hätten um die Macht hinter dem Thron gewetteifert, wobei Sofie bei weitem die Gefährlichere wäre, obwohl Iris eine nicht zu vernachlässigende Macht besäße.“
Knauf hatte außerdem vor, Brother Justin und Sofie heiraten zu lassen, und die dritte Staffel hätte einen drei Jahre alten Jungen inmitten von Sofie und den Crowes gezeigt; die Frage nach den Eltern ließ Knauf aber offen.
Bens Zukunft wäre beschwerlich gewesen. Laut Knauf müssten Bens Wunden aus dem Finale der zweiten Staffel immer wieder genäht werden, was zum Verlust seiner Aura und seiner Heilkräfte führe. Ben entwickle eine Personalität ähnlich derjenigen Managements, und während er und Sofie durch Liebe verbunden wären, blieben ihre endgültigen Schicksale unbekannt.